# Carmenta votaria
Carmenta votaria is een vlinder uit de familie wespvlinders (Sesiidae), onderfamilie Sesiinae.
Carmenta votaria is voor het eerst wetenschappelijk beschreven door Meyrick in 1921. De soort komt voor in het Neotropisch gebied.